# Utekhol
Utekhol là một thị trấn thống kê (census town) của quận Raigarh thuộc bang Maharashtra, Ấn Độ.

## Nhân khẩu
Theo điều tra dân số năm 2001 của Ấn Độ, Utekhol có dân số 7286 người. Phái nam chiếm 51% tổng số dân và phái nữ chiếm 49%. Utekhol có tỷ lệ 74% biết đọc biết viết, cao hơn tỷ lệ trung bình toàn quốc là 59,5%: tỷ lệ cho phái nam là 79%, và tỷ lệ cho phái nữ là 69%. Tại Utekhol, 14% dân số nhỏ hơn 6 tuổi.